# Архиепископ албански Јован
Архиепископ албански Јован (световно име: Фатмир Пељуши, Тирана, 1. јануар 1956) врховни је поглавар Албанске православне цркве.

## Биографија
Рођен је 1. јануара 1956. у Тирани. Породица му је пореклом из Пермета. Крштен је 1979. Између 1979. и 1990. радио је у Психијатријској болници у Тирани на одељењу за рехабилитацију кроз радну терапију. Године 1990. отишао је из Народне Социјалистичке Републике Албаније у Сједињене Америчке Државе, где је наставио теолошке студије у Бостону.
Већ 1992. године, вођен жељом да допринесе обнови Албанске православне цркве, дошао је до архиепископа Анастасија и изразио своју одлуку да се врати у Албанију — у време када су многи желели да напусте земљу после пада комунизма. Његово залагање је са радошћу дочекао Анастасије који га је охрабрио и честитао му. Септембра исте године вратио се у Албанију и почео је да ради као предавач на Богословској академији Аутокефалне православне цркве Албаније, као и да служи у другим својствима у Цркви.